# 椭圆孔盘虫
椭圆孔盘虫（学名：Porodiscus ellipticus）为孔盘虫科孔盘虫属的动物。分布于地中海以及中国东海等海域。